# Holštejn
Holštejn (en allemand : Holstein) est une commune du district de Blansko, dans la région de Moravie-du-Sud, en République tchèque. Sa population s'élevait à 16 habitants en 2020.

## Géographie
Holštejn se trouve à 11 km à l'est-nord-est de Blansko, à 27 km au nord-nord-est de Brno et à 185 km à l'est-sud-est de Prague.
La commune est limitée par Vysočany au nord, par Rozstání à l'est, par Lipovec au sud, et par Ostrov u Macochy et Šošůvka à l'ouest.

## Histoire
La première mention écrite de la localité date de 1334.